# Magnus Liber
El Magnus liber o Magnus liber organi és un manuscrit de música medieval que conté peces d'organum. El nom complet del llibre és Magnus liber organi de graduali et antiphonario pro servitio divino. Fou escrit entre el segle xii i començament del XIII. Les seues composicions són atribuïdes als mestres de l'Escola de Notre-Dame, entre els quals hi ha Léonin i el seu successor Pérotin (coneixem aquests noms per un estudiant de la Universitat de París, l'Anònim IV).
El Magnus liber representa un pas en l'evolució des del cant gregorià fins a la intricada polifonia de la fi del segle xiii i el segle XIV (vegeu Guillaume de Machaut i Ars nova).
El manuscrit conserva trenta-tres cants per a la missa i tretze peces per a les hores canòniques; la seua música es va utilitzar en la litúrgia durant les festivitats de tot l'any litúrgic.

## Manuscrits supervivents
El Magnus Liber organi es degué confeccionar a París i hui es coneix només per uns pocs manuscrits i fragments que n'han sobreviscut, i hi ha registres d'almenys dèsset versions perdudes. El seu contingut es pot inferir per tres manuscrits principals que n'han sobreviscut:
- Manuscrit de Florència [F] (I-Fl Pluteo 29.1, Biblioteca Laurenziana, Florència) 1.023 composicions | 1250.[1]
- Wolfenbüttel 677 [W1] (Wolfenbüttel Cod. Guelf. Helmst. 677) Saint Andrews, Escòcia | 1250.[1]
- Wolfenbüttel 1099 [W2] (Wolfenbüttel Cod. Guelf. Helmst 1099) Manuscrit francés | després del 1250.[1]

Aquests tres manuscrits són posteriors al Magnus Liber primigeni; un estudi acurat, però, n'ha revelat molts detalls sobre l'origen i evolució. "Les proves dels manuscrits perduts de Notre-Dame, inclosos els noms dels seus propietaris, són realment abundants".
Heinrich Husmann conclou que "aquests manuscrits, per tant, ja no representen pas l'estat originari del Magnus Liber, sinó formes ampliades seues, que difereixen entre si. Aquests manuscrits encarnen, doncs, diferents evolucions estilístiques del mateix Magnus Liber, en especial en l'àrea de la composició esmentat per l'Anònim IV, la clàusula. Així ho demostren les versions de les parts del discantus". Husmann remarca també que la comparació del repertori dels tres manuscrits demostra que "hi ha un gran nombre de peces comunes a les tres fonts" i que "l'actitud més raonable és, òbviament, considerar les peces comunes a les tres fonts com el cos originari, en conseqüència, com el veritable Magnus Liber organi".

## Referència bibliogràfica
- Bonds, Mark Evan. A History of Music in Western Culture. Nova Jersey: Prentice Hall, 2003 (en anglés).